# 리버레이터 : 자유를 위해
리버레이터 : 자유를 위해(Libertador, The Liberator)는 스페인에서 제작된 알베르토 아벨로 감독의 2013년 드라마 영화이다. 에드가르 라미레스 등이 주연으로 출연하였다.

## 출연

### 주연
- 에드가르 라미레스
- 에리히 윌드프렛
- 마리아 발베르드
- 이완 리온

### 조연
- 후아나 아코스타
- 대니 휴스턴

## 제작진
- 세트: 필립 털리르
- 의상: 소니아 그랜드